# Jean Barbault

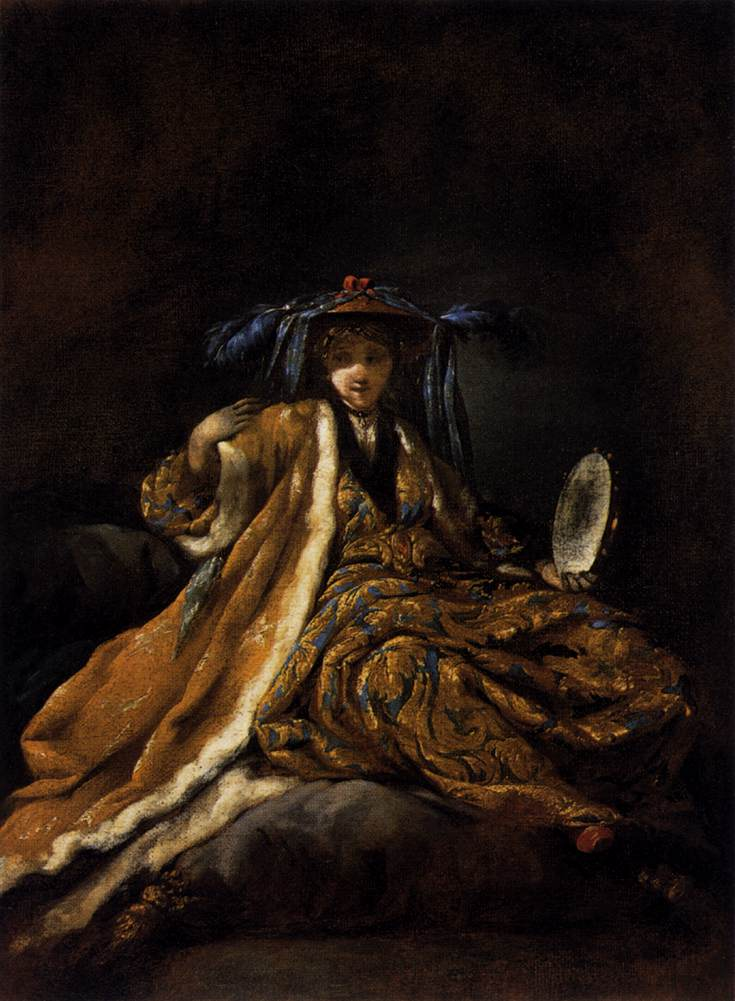
Sultanin, 1748

Jean Barbault (* 1. August 1718 in Viames; † 5. Mai 1762 in Rom) war ein französischer Maler und Graphiker.

## Leben
Jean Barbault wurde 1718 in Viames geboren. Er studierte unter Jean Restout dem Jüngeren an der Académie Royale in Paris. 1745 gewann er den Prix de Rome und fuhr Anfang 1747 nach Italien, wo er bis an sein Lebensende blieb. In Rom studierte er an der Académie de France von 1749 bis 1753. Als er 1753 Chiara Leorenzini heiratete, wurde er aus der Académie ausgeschlossen, da eine Heirat gegen die Regeln verstieß. Barbault verstarb 1762 in Rom und hinterließ eine 37-jährige Witwe mit drei Kindern.

## Werke (Auswahl)
Neben seinen Gemälden, deren bekannteste Ein islamischer Rechtsgelehrter und Sultanin, (1748, beide im Louvre) und  Die vier Erdteile (1751, Musée de Besançon) sind, ist Barbault vor allem auch für seine Radierungen zu archäologisch interessanten Plätzen bekannt (Les plus beaux Monuments de Rome ancienne und zwei weitere Serien).
1974/75 wurde eine Sammlungsausstellung mit ca. 30 Gemälden in Beauvais organisiert.